# 蔡仲光 (清朝)
蔡仲光（？—1684年），原名士京，字大敬，又字子伯，蕭山人，清代文人。

## 生平
長於天文、地理，与同邑包秉德、沈禹锡、毛奇龄为四友，时有“包毛沈蔡”之称。明亡隱居深山，築土室讀書。康熙二十年（1681年） ，朝廷下诏徵召山林隐逸之士。翰林院侍读汤斌、侍讲施闰章荐举蔡仲光，萧山知县姚文熊亲自登门相邀。皆不赴。康熙二十四年卒。